# Kanton Boos
Kanton Boos is een voormalig kanton van het Franse departement Seine-Maritime. Het kanton maakte deel uit van het arrondissement Rouen. Het werd opgeheven bij decreet van 27 februari 2014 met uitwerking in maart 2015.

## Gemeenten
Het kanton Boos omvatte de volgende gemeenten:
- Amfreville-la-Mi-Voie
- Les Authieux-sur-le-Port-Saint-Ouen
- Belbeuf
- Bonsecours
- Boos (hoofdplaats)
- Franqueville-Saint-Pierre
- Fresne-le-Plan
- Gouy
- Le Mesnil-Esnard
- Mesnil-Raoul
- Montmain
- La Neuville-Chant-d'Oisel
- Quévreville-la-Poterie
- Saint-Aubin-Celloville
- Ymare